# Zamek Sivý Kameň

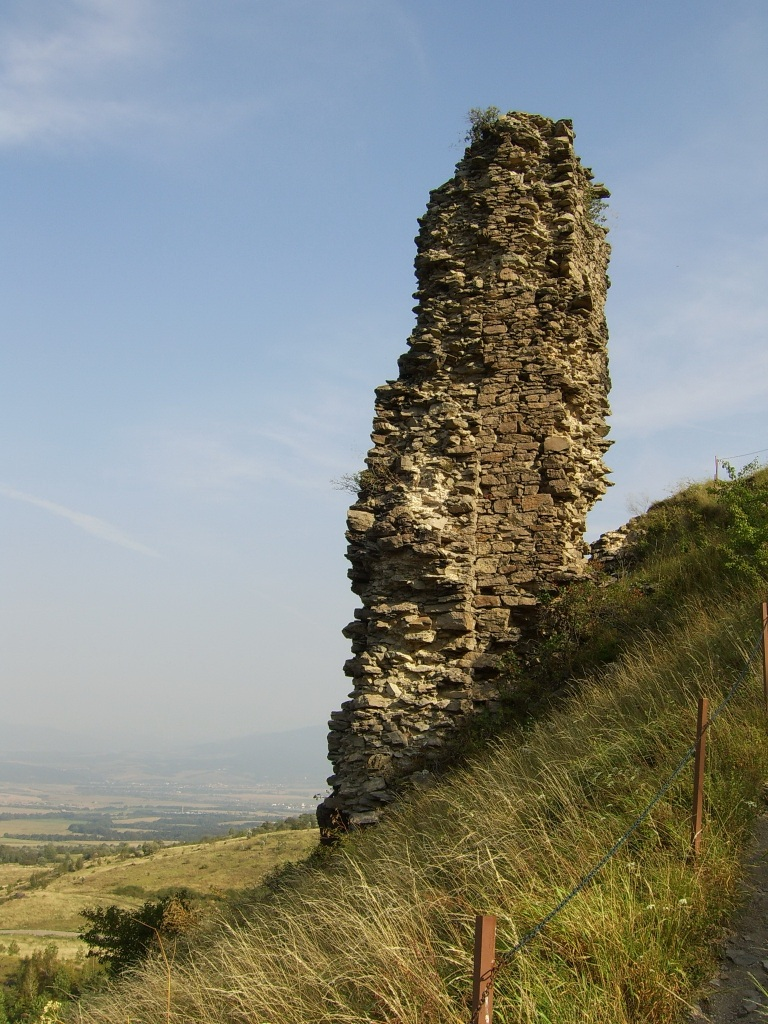
Ruiny zamku Sivý Kameň

Zamek Sivý Kameň (słow. Hrad Sivý Kameň) – ruiny zamku na terenie wsi Podhradie w powiecie Prievidza na Słowacji.
Zamek wzniesiono na andezytowym wzgórzu podciętym potokiem Ťapkov, na pograniczu Kotliny Górnonitrzańskiej i grupy górskiej Ptacznik. Powstał zapewne w II połowie XIII w. (chociaż niektórzy autorzy przesuwają datę jego budowy na lata 1320-1352) jako królewska strażnica, zbudowana dla ochrony szlaku handlowego wiodącego w górę doliny Nitry do Kotliny Turczańskiej i dalej na północ, ku granicom Polski. U stóp zamku powstało podgrodzie, już w XIV w. wspominane jako wieś. Pierwsza wzmianka o zamku pochodzi z 1352 r., kiedy to władcy zamku w Bojnicach, dotychczas określani jako castellani de Baymocz, byli wzmiankowani już jako castellani de Baymocz et Kesselőkő. Pierwotna nazwa w jęz. węgierskim (Kesselőkő) oznaczać miała Sępi Kamień (keselyű – sęp, kő – kamień). Aktualna słowacka poszła zapewne od jasnoszarej barwy jego murów.
Do 1388 r. zarządzali zamkiem wspomniani kasztelani z Bojnic, później kilkakrotnie zmieniał właścicieli. W 1434 r. król Zygmunt darował go jako dobro dziedziczne Gregorovi Majthényiemu z Demandic. Zamek stał się siedzibą niewielkiego „państwa” feudalnego. Spalony w 1524 r., został odbudowany i rozbudowany o tzw. zamek dolny przez Majthényich w II połowie XVI w. Ponownych zniszczeń doznał w czasie antyhabsburskiego powstania Gabriela Bethlena w 1626 r., przy czym zamek, zdobyty przez oddział generała Mansfelda, najbardziej splądrowali po jego odejściu mieszkańcy sąsiedniej Prievidzy. Wtedy jego właściciele przenieśli swą siedzibę do kasztelu w Novákach. Z początkiem następnego wieku zajęły go kuruckie wojska Franciszka II Rakoczego. Zdobyty w 1708 r. przez siły cesarskie, został przez nie spalony (jak wiele innych, odbitych z rąk Rakoczego) wraz z przechowywanym w nim jeszcze archiwum rodziny Majthényich i od tego czasu pozostaje w ruinie.
Zamek składał się prawdopodobnie z czworokątnej wieży obronnej, budynku mieszkalnego i niewielkiego podwórca, otoczonych murem obronnym. Później był rozbudowany o niżej położone fragmenty. Pierwotna dyspozycja zamku jest już słabo czytelna, zwłaszcza że część murów jeszcze została z czasem rozebrana dla pozyskania budulca przez mieszkańców wsi Podhradie.
Ruiny znajdują się w granicach pomnika przyrody Sivý kameň. W 1973 r. zostały objęte ochroną jako narodowy zabytek kultury (słow. Národná kultúrna pamiatka). Od 2013 r. prowadzony jest program ich zabezpieczenia.